# 地震学

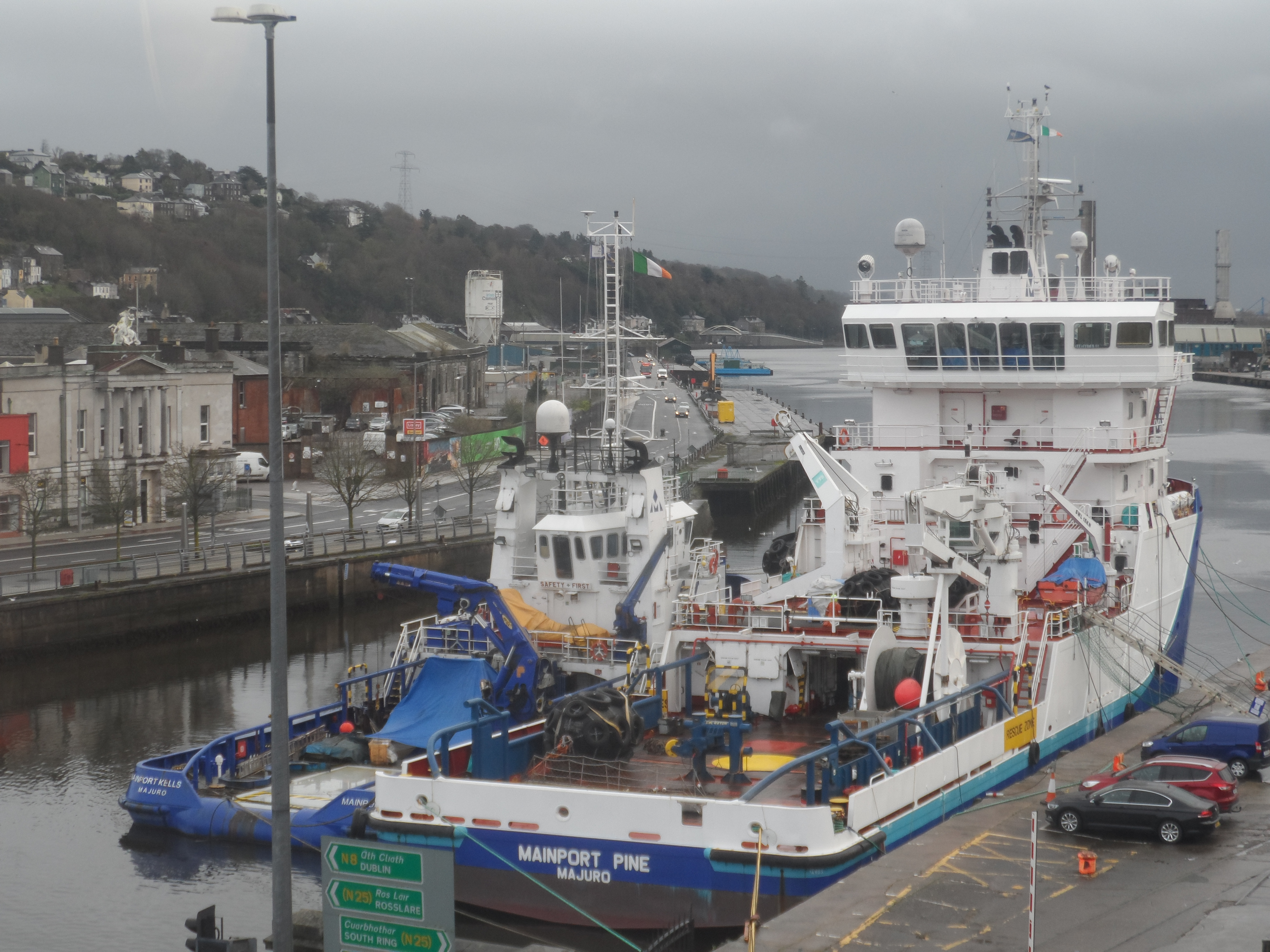
地震学調査船

地震学（じしんがく、英語: seismology）とは、地震の発生機構、及びそれに伴う諸事象を解明する学問である。広義では地震計に記録される波形を扱う様々な研究を含む。

## 地域的特色
地震の発生は、日本・アメリカ合衆国西海岸・南アメリカ・インドネシアなどの環太平洋地域と地中海沿岸などに集中しており、他の地域ではほとんど起こらない。従って、地震に関する研究もこれらの地域で進んでおり、日本はアメリカ合衆国と並んで先進的な位置にある。
地震学の研究は大学や政府機関が主導する場合が多い。たとえばアメリカ合衆国のアメリカ地質調査所、日本の東京大学地震研究所、中華人民共和国の中国地震局などが挙げられる。ルーマニア・チリなどでも政府機関主導の研究がさかんである。また、こうした国では地震による人的被害が大きくなる傾向にあるため、地震の研究は国家的課題である場合も少なくない。

## 歴史

### 日本における地震学の歴史
古典的な地震学は、震源を点と見なし、地震計で観測された波を弾性波理論により説明することから始まった。一方で明治維新以前の史料は科学的地震学には影響を与えていない。
日本における地震学の歴史を宇佐美龍夫らは下記の様に分類している。
第一期 （胎動期：日本地震学会の時代）1872年 - 1891年
- 1872年（明治05年） 西洋の学者による人感での地震観測が始まる。（3月14日浜田地震発生。）
- 1875年（明治08年） 東京気象台の創立、パルミエリ地震計による観測開始[4]。
- 1880年（明治13年） 横浜地震を契機とし『日本地震学会』設立。ユーイング地震計による観測[5]
- 1882年（明治15年） 気象学会成立
- 1883年（明治16年） グレー・ミルン・ユーイング地震計による観測開始（パルミエリ地震計は退役）。
- 1884年（明治17年） 気象台で地震報告を集め始める。
- 1885年（明治18年） 日本全土に組織的な観測網を設置（観測所による地震報告開始）。ジョン・ウィリアム・ストラットレイリー波理論発表[6]。
- 1888年（明治21年） knott による弾性波の反射屈折の研究。会津磐梯山噴火。
- 1889年（明治22年） 日本で発生した地震（明治熊本地震）の地震波をドイツで観測。地震波の伝播速度が求められた。
- 1891年（明治24年） 濃尾地震発生。震災予防調査会設立の建議。

第二期 （震災予防調査会時代）1892年 - 1925年

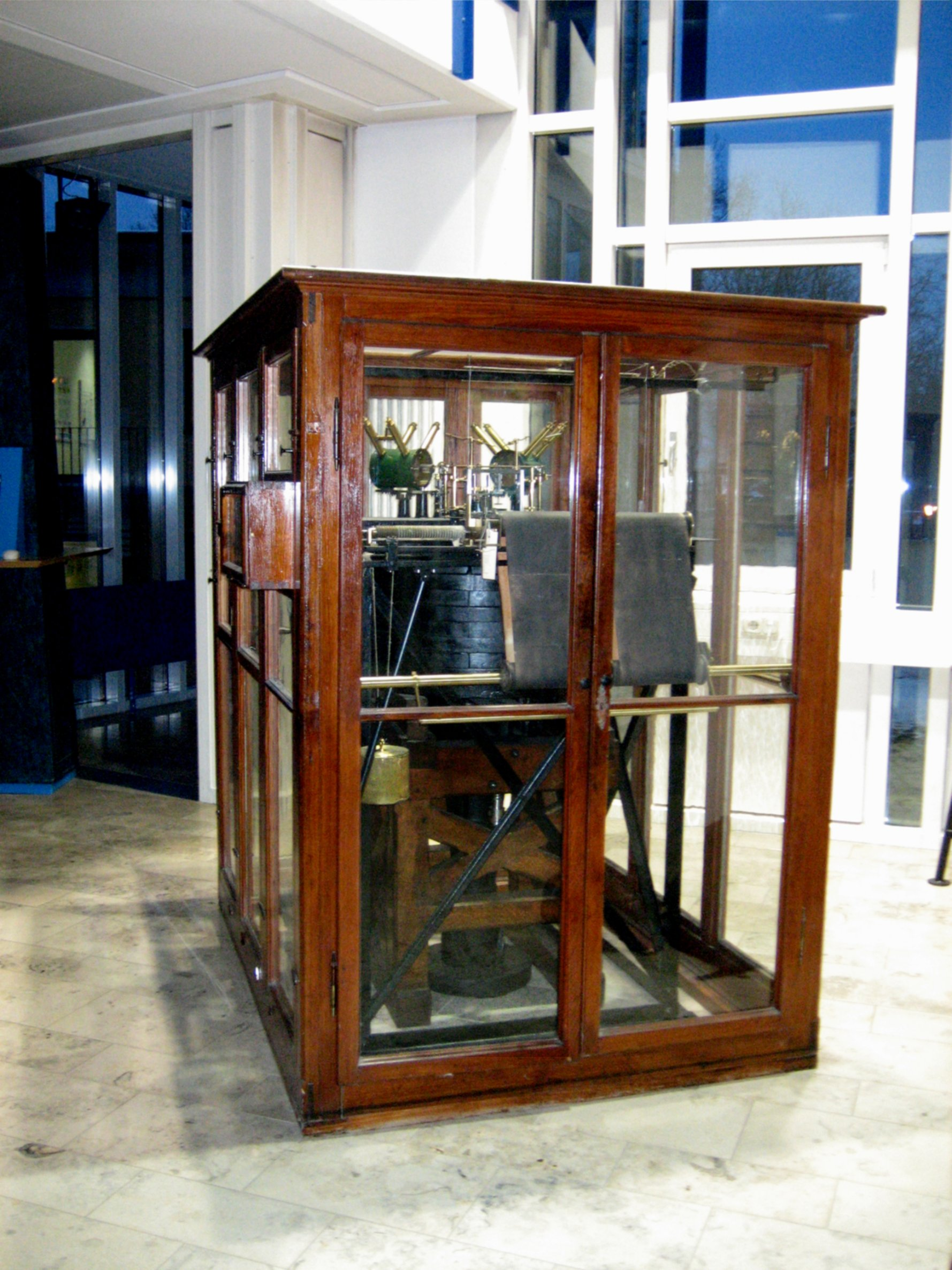
ウィーヘルト(Wiechert)式地震計

地震計の改良と観測網の充実が行われた。同時に津波に係わる数理物理的研究が進展、地震工学的研究が盛んに行われ耐震構造論に基づき、耐震計算法と耐震工法が示された。
- 1892年（明治25年） 震災予防調査会設立
- 1894年（明治27年） 大森房吉が余震に関する大森公式を発表。
- 1895年（明治28年） 地震研究に携わった外国人帰国。
- 1900年（明治33年） 長岡の岩石の弾性係数に関する実験。
- 1901年（明治33年） ストラスブールで初の国際的な地震学的な会議 International Seismological Conference が開かれた。
- 1907年（明治40年） 気象台にウィーヘルト(Wiechert)式地震計を導入。ヘルグロッツの走時曲線[8]の解析に関する理論。

走時曲線

- 1909年（明治42年） モホロビチッチ不連続面発見。
- 1911年（明治44年） ラブ波発見。
- 1916年（大正05年）  佐野利器による家屋耐震構造論[7]。
- 1923年（大正12年） 関東大震災（大正関東地震）発生。東京帝国大学に地震学科を設置。
- 1925年（大正14年） 震災予防調査会廃止。震災予防評議会発足。

第三期 （「地震学会」の時代） 1925年 - 1945年
理論的考察が加えられ地震計の改良が加えられるが、戦時体制下のため研究・観測活動は制約を受けた。
- 1925年（大正14年） 震災予防評議会設発足。地震研究所設立。
- 1927年（昭和02年）  和達清夫による深発地震発見[9]
- 1935年（昭和10年） チャールズ・リヒターによる地震の規模の提唱。

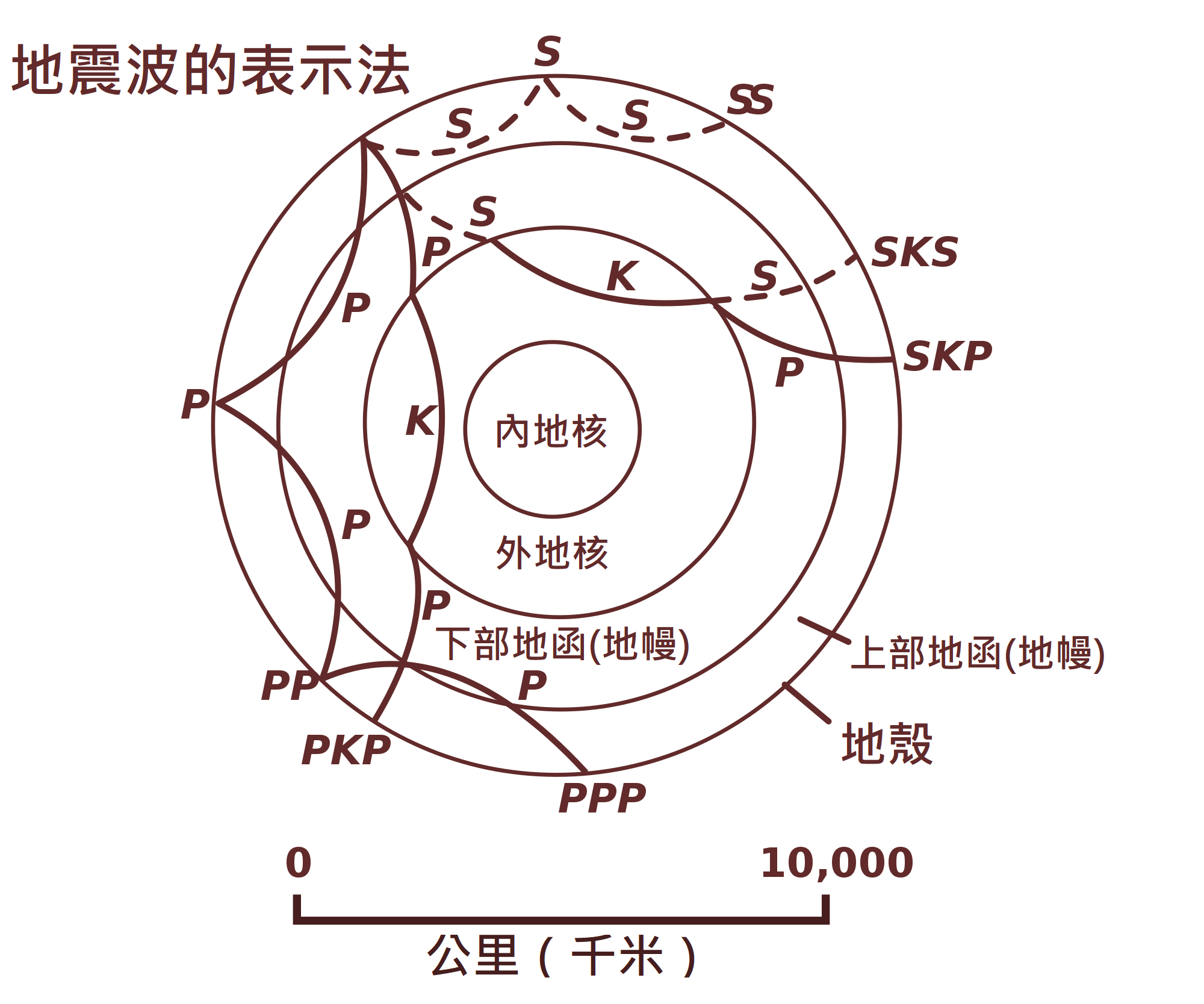
地球の内部構造と地震波の伝播

1950年代には、震源がシングル・カップルかダブル・カップルかという論争があり、ダブル・カップルであるという考えが認められ、1960年代のプレートテクトニクス理論を通じて、震源を断層とする考えが受け入れられていった。1970年代にはモーメント・テンソル・インバージョンが導入された。
地震学は地震波形を解明することが重要となる。そのため、地震学の進展は、地震計の性能や設置状況に大きく依存していた。たとえば、第二次世界大戦以後、アメリカ合衆国では核実験探知を目的として、西側諸国を中心に世界中に地震計を設置した。これらの地震計が今日の地震学の発展に大きく寄与している。また、1970年代頃まで、地震波記録は地震計が設置された場所で紙に記録されていたため、記録の回収と解析に多大な苦労を要した。しかし、1970年代後半から、アメリカ合衆国や日本では電磁的に記録して一元管理する体制（テレメーター）が整備され、それに伴い、地震学が大きく進展している。さらに、1990年代以降はGPSの利用が進み、地殻変動が広範かつ高精度で捉えられるようになると、測地学の分野から地震の様子を明らかにする動きが進んだ。
日本地震学会の一部の研究者は「地震予知」を標榜して観測研究を進めてきたが、近年、日本の政策は地震予知から、地震が起きた際の被害予測・災害対策へと重点が動きつつある。

### 震災予防調査会
1892年に設立された震災予防調査会の目的は災害の予防に有り、『そのための地震予知方法の有無の研究と災害を最小に喰い止める方法の研究を行う』。18項目の目的をかかげて出発した。
以下は、(宇佐美龍夫 1981)より引用、
1. 地震・海嘯・噴火・破裂に付て事実を蒐集すること。
2. 古来の大震に係る調査すなわち地震史を編纂すること。
3. 地質学上の調査。
4. 地震動の性質を研究すること。
5. 地震動伝播速度を測定すること。
6. 地面の傾斜並にパルセイションを測定すること。
7. 地上及び地中の震動を比較する研究。
8. 全国の磁力を実測し等磁線の配布を測定かつ地磁気観測所を設置し、その変遷を観測すること。
9. 地下の温度を観測すること。
10. 重力分布及びその変遷を測定して、地殻抑圧の変化を研究すること。
11. 緯度の変位を観測し及び水準の変遷を調査し地歪の漸進を視察すること。
12. 構造材料の強弱を試験すること。
13. 各種の耐震家屋を計画し、これを本邦地震の多き地方に建築すること。
14. 構造物の雛形を作り人為の震動を与えてその強弱を試験すること。
15. 現今の構造物中に付、震災に関係あるべきものを予め調査しておくこと。
16. 各種の地盤上において地震動の多少を比較測定すること。
17. 地震動を遮断するの試験をなすこと。
18. 調査報告を出版して広く頒布すること。

## 教育
1970年代まで、地震学について詳述した書籍は非常に少なかった。1980年に安芸敬一とPaul G. Richardによって『QUANTITATIVE SEISMOLOGY』（邦題『地震学-定量的アプローチ』）が書かれ、地震学者や研究者を志す学生に愛読された。その後はアメリカを中心に、地震について網羅的に扱った書籍が次々と出版されている。日本では、宇津徳治の『地震学』が初学者に広く読まれているほか、同じく宇津の『地震活動総説』や宇佐美龍夫の『日本被害地震総覧』などが専門家の間でも普及している。
世界的に地震学の専門家の育成が急務となっており、アメリカや日本などに留学する者も多い（日本では東京大学地震研究所や京都大学防災研究所など）。アメリカや日本の専門家が海外で教育を行う場合もあり、人材交流に際して日本では国際協力機構が重要な役割を担っている。
また学問の性質上、一般市民への啓発が課題となっている。兵庫県南部地震の際には、近畿地方は活断層が多いと専門家らが認識していたにもかかわらず、市民の間には「京阪神周辺は地震が少ない」という地震安全神話があり、防災意識が低かったという反省から、専門家はあらゆる情報を分かりやすく伝えるという責任が再認識された。その後、一般市民を対象とした書籍が数多く出版され、講演なども活発に行われるようになっている。

## 地震学の諸分野
- 地震発生物理学
- 強震動地震学
- 地震活動
- 地震予知
- 地殻構造
- 地殻変動
- 地球内部物理学
- 脈動